# خیابان‌های آرام
خیابان‌های آرام فیلمی به کارگردانی کمال تبریزی، نویسندگی کامبوزیا پرتوی و تهیه‌کنندگی سید محمود رضوی محصول سال ۱۳۸۹ است.

## داستان
خیابان‌های آرام داستان خبرنگاری است که در یک روز کاری خود با حوادثی در سطح شهر روبرو می‌شود.